# Maison espagnole de Châtelet
La Maison espagnole est un édifice historique qui se situe dans la ville belge de Châtelet dans la province de Hainaut.

## Historique général
L’architecture de la maison espagnole se dresse au cœur de Châtelet en Belgique à la charnière des XVIe et XVIIe siècles, après 1578 où la ville est incendiée à trois reprises. On doit sa construction à Nicolas Ruffin, échevin de la ville à cette époque. Il érige le bâtiment dans un quartier des tanneurs, activité alors enrichissante pour Châtelet. De style renaissance, elle est bâtie dans un mélange de pierrens calcaires du pays, de briques et de moellons de grès.
Elle doit cette appellation de maison « espagnole » au fait que, dès le XIXe siècle, on nomme « espagnol » tout ce qui est construit pendant la période espagnole, et ceci sans référence aucune à un style prédominant espagnol. Ce bâtiment n’a jusqu’ici fait l’objet d’aucune étude scientifique. L’article le plus détaillé le concernant est celui de M. Nihoul, historien local et président de la Société royale « Le vieux Châtelet ».

## État primitif
À sa construction, la maison espagnole présente un plan rectangulaire simple, celui d’un corps de logis, à large volume.
Les façades sont organisées en deux registres, chacun de ces registres étant marqués par des ancres.
Elles sont rythmées de fenêtres à meneaux et de baies plus étroites. Seules deux portes sont percées : une à la façade Est comme entrée principale, l’autre sur la façade Ouest mène à la cave.
L’édifice est marqué de nombreux détails architecturaux typiques de l’époque, tels les pignons en gradins en « S », présentant d’élégants arêtiers et des poinçons.
À l’intérieur, la maison présente des murs épais, surplombés d’un plafond décoré de style Louis XIII, avec un motif aux armes de Nicolas Ruffin, le premier propriétaire.
L’élément le plus fastueux de la maison est la cheminée : une cheminée monumentale en « marbre blanc, faite d’une table que supportent deux cariatides, un homme et une femme.
Enfin, la charpente est, quant à elle, l’œuvre d’un maitre-charpentier local : Willemot. Il crée pour la Maison Espagnole un ensemble remarquable de tenons et mortaises.

## Histoire matérielle et état de conservation
Jusqu’au XXe siècle, l’édifice ne connaitra que très peu de transformations. Seuls des bâtiments plus modestes lui sont accolés au XIXe siècle.
Dans les années 60, la partie sud de l’édifice est achetée par un certain Glogowski, menuisier de profession. Afin d’installer son atelier dans cette partie de l’édifice, de vastes travaux sont lancés, qui tendent plus à une démolition qu’à une rénovation.
En effet, la totalité de la façade est abattue, et ensuite reconstruite dans de nouvelles briques. Une large porte de garage est percée dans la façade principale, ainsi que d’autres baies dans les autres façades. Enfin, le pignon est totalement remanié : la partie basse est rebâtie en pierres calcaires et moellons de grès, tandis que la partie haute est plaquée de planches en bois (œuvre du propriétaire).
En 1974, la partie nord de la maison est acquise par la ville, pour cause d’insalubrité. En 1994, la maison a perdu les fenêtres à meneaux, la charpente, le plafond style Louis XIII, des poutres d’origine et les marches d’escaliers raides en chêne. Quant à la cheminée monumentale, elle a déjà été vendue à un particulier en 1959. C'est en 1996 que les travaux débutent. Le projet de transformation vise à créer trois appartements d'habitation sociale, en essayant de ne pas dénaturer la façade.
Cette dernière est rénovée, avec un maximum de briques d’époque. Lorsque le stock est épuisé, les entrepreneurs utilisent des briques « spéciales », venant de La Louvière.
Lors du chantier, des fenêtres sont déplacées, et la partie supérieure du pignon n’a pas été ajourée. Enfin, un escalier extérieur est bâti, contre le pignon Nord. Il sert à desservir l’accès aux portes des appartements (un appartement par étage). Cet escalier devait se présenter comme une structure en matériaux légers, afin de protéger l’intégrité stylistique du pignon.
Finalement, l’escalier réalisé est une superstructure en béton, ne respectant donc aucun des désidératas des responsables du patrimoine wallon. Pour pallier ce problème, une peinture en trompe-l’œil est prévue sur le mur en béton, mais n’a pas encore été réalisée à ce jour. En somme, le bâtiment a perdu énormément de son état primitif, mais ce dernier n’a pas totalement disparu. Les diverses transformations ont été opérées au gré des différents propriétaires. C’est d’ailleurs le cas de bon nombre de bâtiments civils.
Aujourd’hui encore, la Maison Espagnole se dresse au cœur de la rue de Bouffioulx comme un des rares témoins de son époque.